# Théorie des deux nations
 (octobre 2024).
 (octobre 2024).
La mise en forme du texte ne suit pas les recommandations de Wikipédia : il faut le « wikifier ».
Les points d'amélioration suivants sont les cas les plus fréquents. Le détail des points à revoir est peut-être précisé sur la page de discussion.
- Les titres sont pré-formatés par le logiciel. Ils ne sont ni en capitales, ni en gras.
- Le texte ne doit pas être écrit en capitales (les noms de famille non plus), ni en gras, ni en italique, ni en « petit »…
- Le gras n'est utilisé que pour surligner le titre de l'article dans l'introduction, une seule fois.
- L'italique est rarement utilisé : mots en langue étrangère, titres d'œuvres, noms de bateaux, etc.
- Les citations ne sont pas en italique mais en corps de texte normal. Elles sont entourées par des guillemets français : « et ».
- Les listes à puces sont à éviter, des paragraphes rédigés étant largement préférés. Les tableaux sont à réserver à la présentation de données structurées (résultats, etc.).
- Les appels de note de bas de page (petits chiffres en exposant, introduits par l'outil «  Source ») sont à placer entre la fin de phrase et le point final[comme ça].
- Les liens internes (vers d'autres articles de Wikipédia) sont à choisir avec parcimonie. Créez des liens vers des articles approfondissant le sujet. Les termes génériques sans rapport avec le sujet sont à éviter, ainsi que les répétitions de liens vers un même terme.
- Les liens externes sont à placer uniquement dans une section « Liens externes », à la fin de l'article. Ces liens sont à choisir avec parcimonie suivant les règles définies. Si un lien sert de source à l'article, son insertion dans le texte est à faire par les notes de bas de page.
- La présentation des références doit suivre les conventions bibliographiques. Il est recommandé d'utiliser les modèles {{Ouvrage}}, {{Chapitre}}, {{Article}}, {{Lien web}} et/ou {{Bibliographie}}. Le mode d'édition visuel peut mettre en forme automatiquement les références.
- Insérer une infobox (cadre d'informations à droite) n'est pas obligatoire pour parachever la mise en page.

Pour une aide détaillée, merci de consulter Aide:Wikification.
Si vous pensez que ces points ont été résolus, vous pouvez retirer ce bandeau et améliorer la mise en forme d'un autre article.
 (octobre 2024).

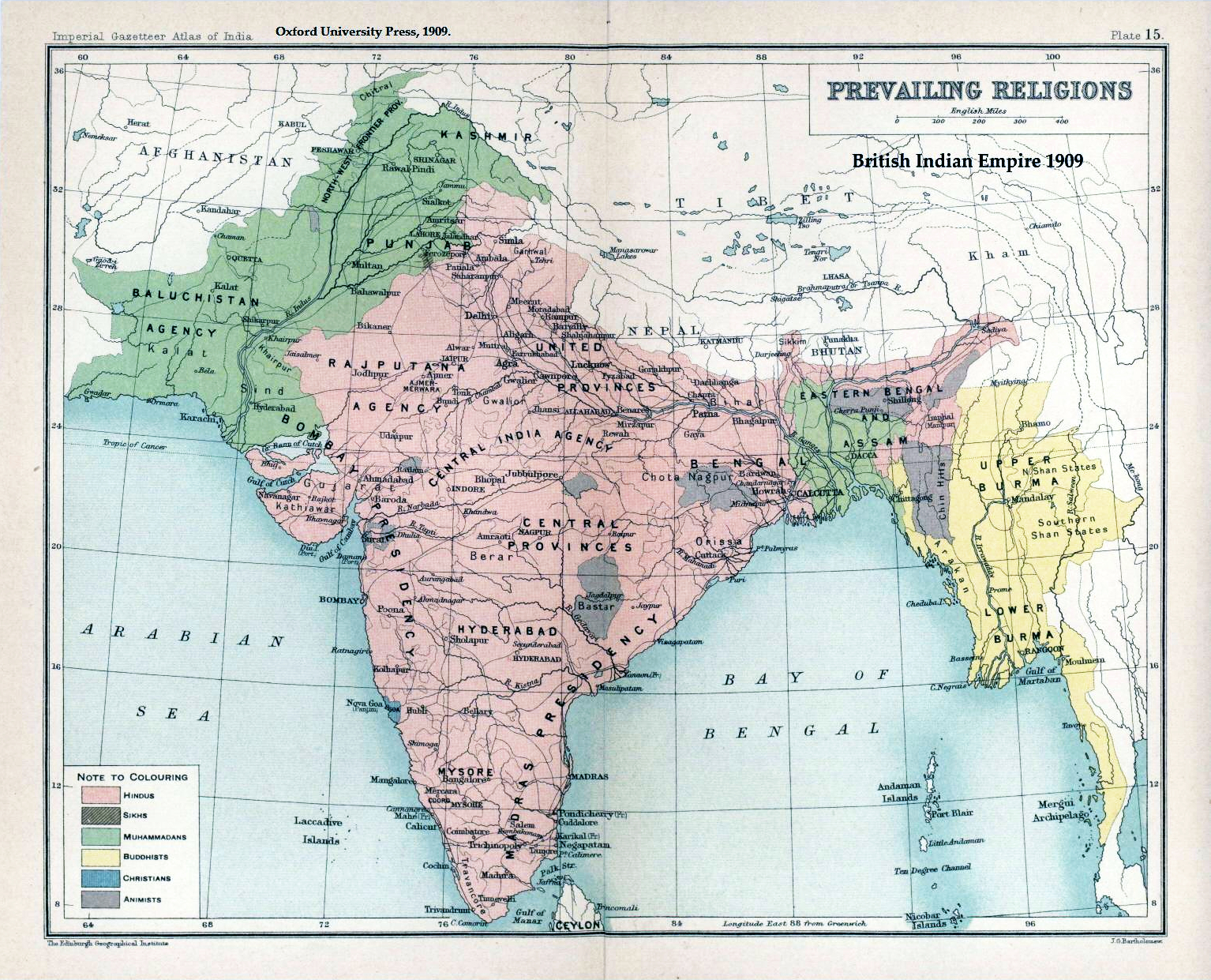
Une carte de l'empire britannique indien en 1909, montrant les religions dominantes de la population dans plusieurs districts.

La théorie des deux nations (anglais : two-nation theory, ourdou : دو-قومی نظریہ — Dō-qaumī naẓariyah, hindoustani (devanagari) : दो-क़ौमी नज़रिया  — Dō-qaumī naẓariyah, hindi : द्विराष्ट्र सिद्धांत  — Dvirāṣṭra siddhānt, bengali : দ্বিজাতি তত্ত্ব — Dijati totto) est l'idée que la principale identité et le facteur unificateur des musulmans du sous-continent indien est leur religion, plutôt que leur langue, sans considération pour des caractéristiques ethniques ou autre,. La théorie des deux nations fut un principe essentiel du Mouvement pour le Pakistan (dans la conception du Pakistan comme un État-nation musulman en Asie du Sud) et de la partition des Indes en 1947.
L'idée que la religion est le facteur déterminant dans la définition de la nationalité des musulmans indiens était portée par Muhammad Ali Jinnah, qui en parla comme d'un réveil des musulmans pour la création du Pakistan. C'est aussi une source d'inspiration pour plusieurs organisations nationalistes hindous, qui trouvèrent là des causes aussi variées que la redéfinition des musulmans indiens comme étrangers non-indiens et citoyens de deuxième classe en Inde, l'expulsion de tous les musulmans de l'Inde, l'établissement d'un État officiellement hindou en Inde, l'interdiction des conversions à l'islam, et la promotion de la conversion ou reconversion des musulmans indiens à l’hindouisme,,,.
Il existe plusieurs interprétations de la théorie des deux nations, qui divergent sur la possibilité que les nations éventuelles puissent coexister sur un seul territoire ou non, et qui ont ainsi des implications radicalement différentes. L'une de ces interprétations réclame l'autonomie souveraine, y compris le droit de faire sécession, pour les zones à majorité musulmane du sous-continent indien, mais sans aucun transfert de population (c'est-à-dire que les hindous et les musulmans continueraient à vivre ensemble). Une autre interprétation soutient que les hindous et les musulmans constituent « deux modes de vie distincts et fréquemment antagonistes, si bien qu'ils ne peuvent coexister en une même nation. » Dans cette version, un transfert de populations (c'est-à-dire le déplacement total des hindous des zones à majorité musulmane et le déplacement total des musulmans des zones à majorité hindoue) est une étape souhaitable en vue d'une séparation complète de deux États incompatibles qui « ne peuvent coexister dans une relation harmonieuse »,.
Deux conceptions s'opposaient à cette théorie des deux nations. La première se fondait sur l'idée d'une nation indienne une (en), dont les hindous et les musulmans seraient deux communautés interdépendantes. C'est un principe fondateur de la République de l'Inde moderne et officiellement laïque. Même après la formation du Pakistan, les débats sur la question de savoir si les musulmans et les hindous sont des nationalités distinctes ou non se sont poursuivis dans le pays. La deuxième conception défendait l'idée que tant que les Indiens ne formeraient pas une seule nation, ni les musulmans ni les hindous du sous-continent n'en formeraient une, et que c'étaient plutôt les unités régionales relativement homogènes du sous-continent qui constituaient les véritables nations et méritaient la souveraineté. Ce point de vue a été soutenu par les groupes baloutches, sindis et pachtounes du Pakistan.

## Histoire

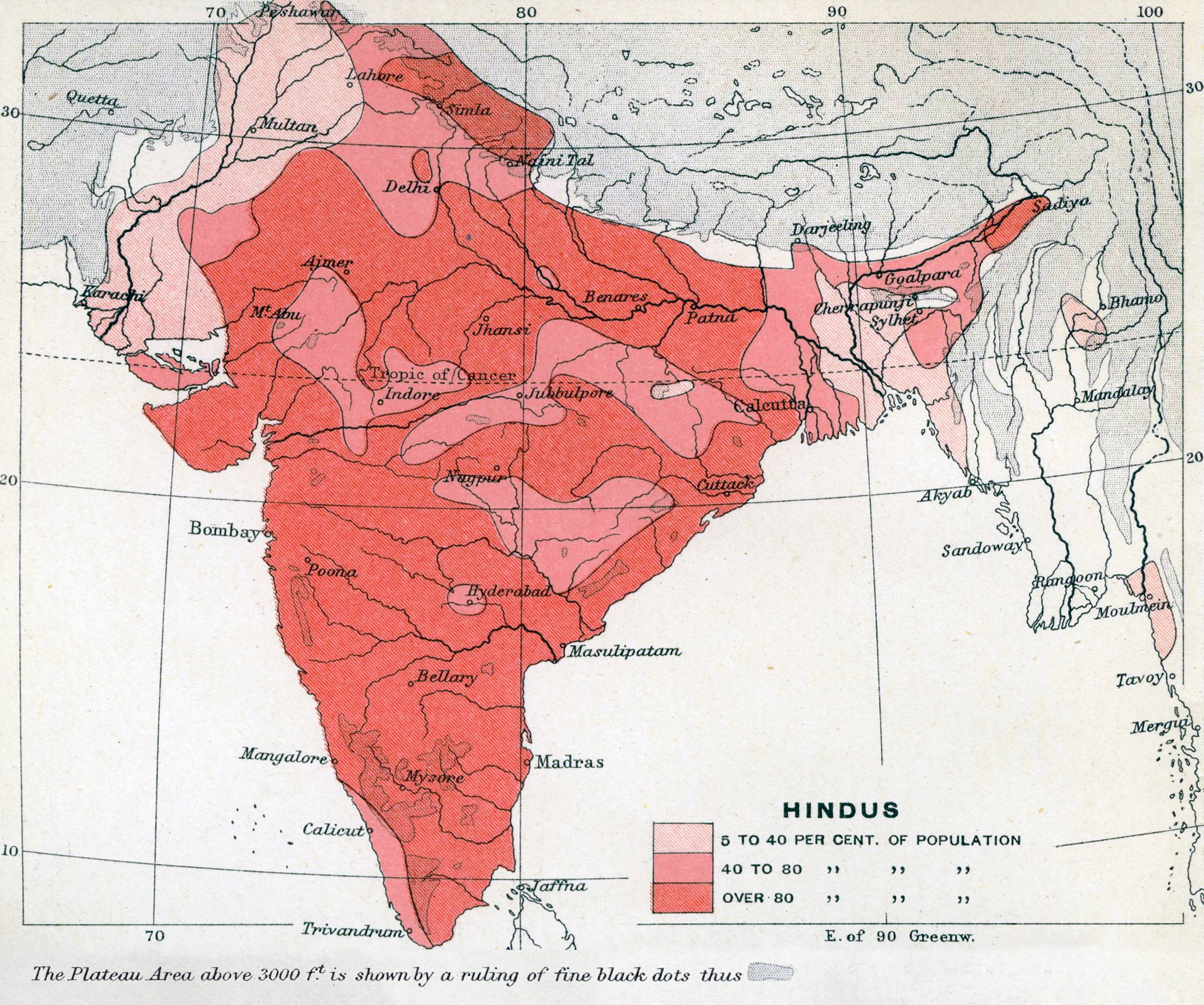
Une carte de l'empire britannique indien en 1909, montrant le pourcentage d'hindous dans différents districts.

De manière générale, le gouvernement soutenu par les Britanniques et les commentateurs ont veillé « à parler des Indiens comme du peuple de l'Inde et à éviter de parler d'une nation indienne. » Cela était cité comme une des raisons clés du contrôle britannique du pays : puisque les Indiens ne formaient pas une nation, ils n'étaient pas capable d'autogouvernance nationale. Tandis que certains leaders indiens insistaient sur le fait que les Indiens formaient une nation, d'autres convenaient que les Indiens n'avaient pas encore de nation, mais qu'il n'y avait « pas de raison pour lesquelles, avec le temps, ils ne viennent pas à former une nation. »
Des débats similaires sur l'identité nationale ont existé à l'intérieur de l'Inde aux niveaux linguistiques, régionaux et religieux. Tandis que certains supportaient l'idée que les musulmans indiens formaient une nation, d'autres maintenaient que non. Certains, comme Liaquat Ali Khan (plus tard Premier ministre du Pakistan) soutenaient que les musulmans indiens ne formaient pas encore une nation, mais pourraient se rassembler en une telle entité.
Selon les Études pakistanaises (en), Muhammad ibn al-Qasim est souvent cité comme le premier Pakistanais. alors que Prakash K. Singh considère l'arrivée de Muhammad bin Qasim comme la première étape vers la création du Pakistan. Muhammad Ali Jinnah associa le début du mouvement pour le Pakistan au moment où le premier musulman marcha à travers la « porte de l'islam » [le Sind].

### Début de la prise de conscience et du mouvement identitaire musulmans (XIXesiècle– années 1940)

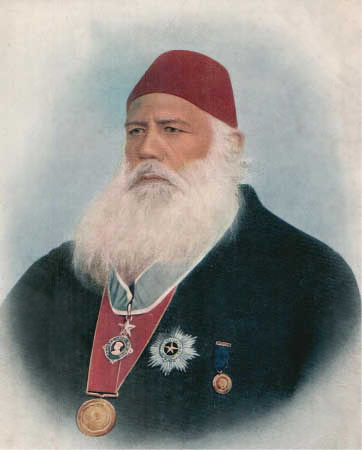
Syed Ahmad Khan

Le mouvement pour la prise de conscience et l'identité musulmanes commença avec le moderniste et réformateur Syed Ahmad Khan (1817–1898). De nombreux Pakistanais le considèrent comme l'architecte de la théorie des deux nations. Cependant, le chercheur Ziauddin Lahori, auteur de sept livres sur sir Syed, pense autrement. Selon lui, il est incorrect de dire que Syed Ahmad Khan proposa la théorie des deux nations.
Le philosophe poète Muhammad Iqbal (1877–1938), (le « poète de l'Orient »), fournit l'exposé philosophique et l'avocat Muhammad Ali Jinnah (1871–1948) le traduisit en la réalité politique d'un État-nation. L'allocution présidentielle d'Iqbal à la Ligue musulmane du 29 décembre 1930 est vue par certains comme le premier exposé de la théorie des deux nations en soutien à ce qui deviendrait par la suite le Pakistan.
Le savant Al-Biruni (973-1048) avait observé, au début du XIe siècle, que les hindous et les musulmans différaient sur tous les sujets et les usages. Le 23 mars 1940, Jinnah fit un discours à Lahore qui était très proche de la thèse d'Al-Biruni par le thème et le ton. Jinnah déclara que les hindous et les musulmans appartenaient à deux philosophies religieuses, avec des pratiques sociales et une littérature différentes, sans mariages mixtes et basées sur des idées et des concepts opposés. Leurs modèles de vie et mode de vie étaient différents et malgré mille ans d'histoire, les relations entre hindous et musulmans ne pouvaient atteindre le niveau de la cordialité.
En 1948, Jinnah dit :

« L'islam nous a enseigné ceci et je pense que vous conviendrez avec moi, quoi que vous soyez et où que vous soyez, vous êtes un musulman. Vous appartenez à une nation désormais. Vous avez formé un territoire, un vaste territoire, il est tout à vous ; il n'appartient pas à un pendjabi, ou à un sindi, ou à un pathan, ou à un bengali. Il est tout à vous. »

La Ligue musulmane, en cherchant à représenter les musulmans indiens, sentit que les musulmans du sous-continent formaient une nation distincte et séparée des hindous. Ils demandèrent d'abord des élections séparées, mais quand ils en vinrent à la conclusion que les musulmans ne pourraient être en sécurité dans une Inde gouvernée par les hindous, ils commencèrent à demander un État séparé. La Société des nations demanda l'auto-détermination pour les zones à majorité musulmane sous la forme d'une État souverain reconnaissant des droits égaux et la protection aux minorités dans ces régions musulmanes.

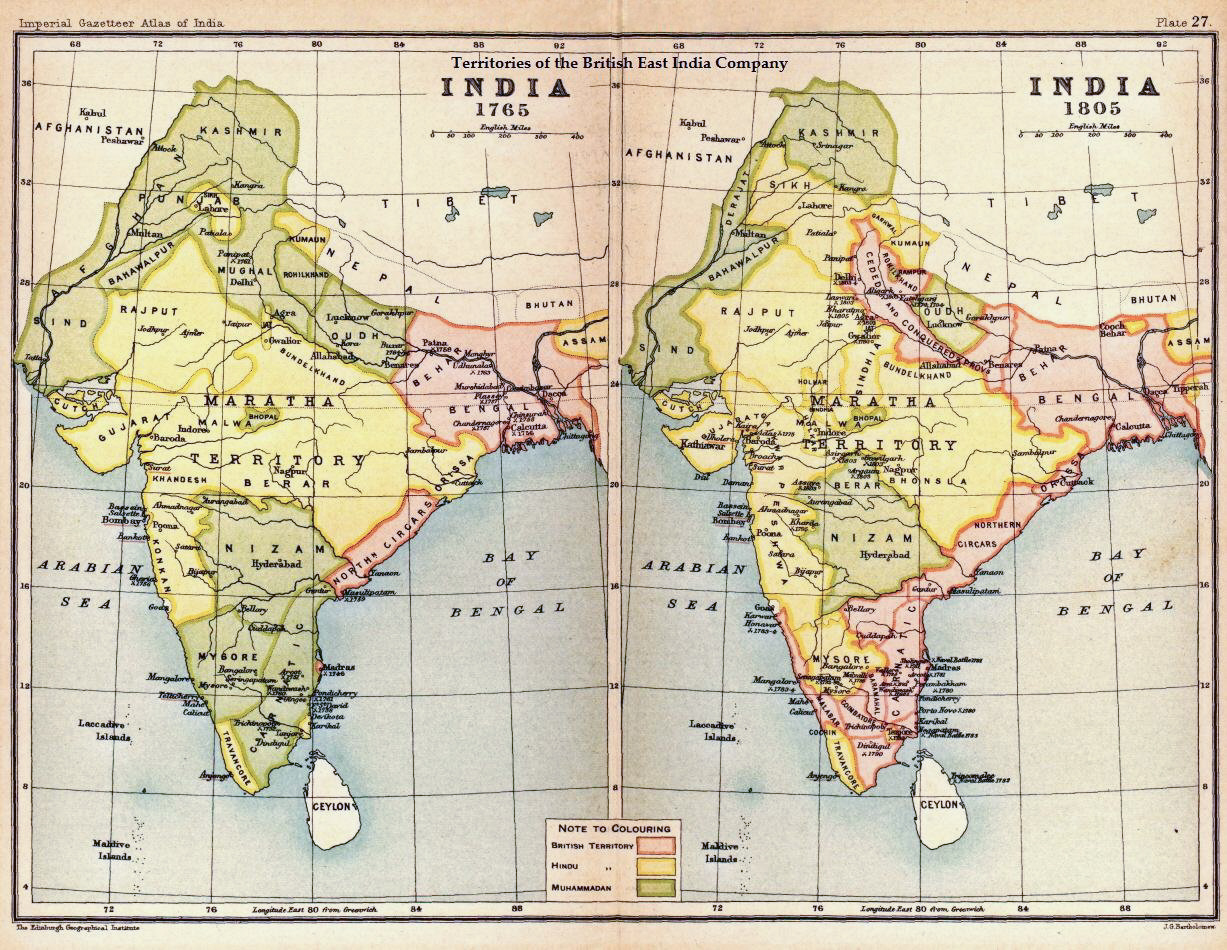
Synthèse du changement politique indien dans la seconde moitié du XVIIIe siècle.

### Caractéristiques de la théorie
La théorie considérait que l'Inde n'était pas une nation. Elle admettait également qu'Indiens hindous et Indiens musulmans formaient chacun une nation, en dépit d'une grande variété de langues, cultures et ethnies au sein de chacun de ces groupes. Afin de contrer les critiques qui disaient qu'une communauté d'ethnies et de langues radicalement variées qui étaient territorialement entremêlée avec d'autres communautés ne pourrait pas former une nation, la théorie répondait que le concept de nation en Orient était différent de celui en usage en Occident. En Orient, la religion était « un ordre social complet qui affecte toutes les activités de la vie » et « là où l'allégeance du peuple se divise sur la base de la religion, l'idée d'un nationalisme territorial n'a jamais réussi. »,
Elle soutient que « le musulman d'un pays a bien plus de sympathie pour un musulman vivant dans un autre pays que pour un non-musulman vivant dans le même pays. » Ainsi, « la conception des musulmans indiens comme une nation peut ne pas être ethniquement correcte, mais elle l'est socialement. »
Muhammad Iqbal avait aussi milité pour la notion d'une nationalité pan-islamique (voir : Oumma) et fermement condamné le concept d'une nation territoriale comme anti-islamique : « In tāzah xudā'ōⁿ mēⁿ, baṙā sab sē; waṭan hai: Jō pairahan is kā hai; woh maẕhab kā, kafan hai... (De tous ces nouveaux [faux] dieux, le plus grand est la mère-patrie (waṭan) : sa parure est [en réalité] le linceul de la religion...) » Il avait prescrit la dissolution des nationalités en une société musulmane unifiée (ou millat) comme objectif ultime : « Butān-e raⁿŋg ō-xūⁿ kō tōṙ kar millat mēⁿ gum hō jā; Nah Tūrānī rahē bāqī, nah Īrānī, nah Afġānī (Détruisez les idoles des liens de couleur et de sang, et assemblez-vous en une société musulmane ; ne laissez subsister aucun Touran, ni aucun Iranien ou Afghan) ».

### Le Pakistan, ou la Partition de l'Inde(1945)
Dans son livre de 1945 Pakistan, or The Partition of India, l'homme d'État indien et bouddhiste Bhimrao Ramji Ambedkar écrivit un sous-chapitre intitulé « Si les musulmans désirent véritablement et ardemment le Pakistan, leur choix mérite d'être accepté. » Il soutenait que, si les musulmans penchaient pour la création du Pakistan, la demande devrait être satisfaite dans l'intérêt de la sécurité de l'Inde. Il demandait si les musulmans de l'armée pourraient être fiables dans l'éventualité d'une agression musulmane contre l'Inde, ou d'une révolte musulmane. « Avec qui se rangeraient les musulmans indiens de l'armée ? » demandait-il. Selon lui, la supposition qu'hindous et musulmans pourraient vivre sous un État unique tout en formant des nations distinctes n'était qu'« un sermon vain, un projet fou, qu'aucun homme sensé n'approuverait. »

### Justifications par les leaders musulmans
(octobre 2016).

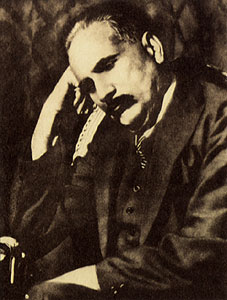
Muhammad Iqbal

La déclaration de Muhammad Iqbal expliquant l’attitude des délégués musulmans à la conférence de Londres tenue en décembre 1933 fut une réplique à la déclaration de Jawaharlal Nehru. Nehru avait dit que l’attitude de la délégation musulmane était fondamentalement « réactionnaire ». Iqbal conclut sa réplique par :

« En conclusion, je dois poser une question directe au Pandit Jawaharlal : comment le problème de l’Inde peut-il être résolu si la communauté majoritaire ne concèdera ni les compromis minimaux nécessaires à la protection d’une minorité de 80 millions de personnes, ni n’acceptera la résolution d’un parti tiers ; mais continue à parler d’une sorte de nationalisme qui ne fonctionne qu’à son propre bénéfice ? Cette position ne peut admettre que deux réponses. Soit la communauté indienne majoritaire aura à accepter pour elle-même la position permanente d’un agent de l’impérialisme britannique en Orient, soit le pays devra être partagé sur la base des affinités religieuses, historiques et culturelles afin d’évacuer la question des scrutins et le problème communautaire dans sa forme présente. »

— 
Dans l’allocution présidentielle prononcée à la Ligue musulmane de Muhammad Ali Jinnah à Lahore le 22 mars 1940, il explique :

« Il est extrêmement difficile d’apprécier pourquoi nos amis hindous ne parviennent pas à comprendre la nature réelle de l’islam et de l’hindouisme. Ce ne sont pas des religions au sens strict du mot, mais, en fait, des ordres sociaux différents et distincts, et l’idée que les hindous et les musulmans puissent jamais créer une nation commune est un songe, et cette erreur d’une nation indienne unique rencontre des difficultés, et mènera l’Inde à sa destruction si nous échouons à corriger nos idées à temps. Les hindous et les musulmans appartiennent à deux philosophies religieuses, des pratiques sociales et des littératures différentes. Ils ne se marient pas ensemble, ni ne mangent ensemble et, en effet, ils appartiennent à deux civilisations différentes qui sont principalement fondées sur des idées et des conceptions différentes. Il est assez clair que les hindous et les musulmans puisent leur inspiration de sources historiques différentes. Ils ont des épopées différentes, des héros différents, et différentes périodes. Très souvent, le héros de l’un est l’antagoniste de l’autre, et de la même manière, leurs victoires et leurs défaites se correspondent. Assujettir ensemble deux telles nations sous un seul État, l’une en tant que minorité numérique et l’autre comme majorité, ne manquera pas de mener à un mécontentement grandissant et à la destruction finale de toute structure qui pourrait avoir été conçue pour le gouvernement d’un tel État. »

— 
En 1944, Jinnah déclara :

« Nous maintenons et soutenons que les musulmans et les hindous forment deux nations majeures d’après toute définition ou tout indice de nation. Nous formons une nation de cent millions de personnes et, ce qui est davantage, nous formons une nation avec nos propres et distinctes culture, civilisation, langue et littérature, art et architecture, noms et nomenclatures, sens des valeurs et proportions, lois et codes moraux, coutumes et calendriers, histoire et traditions, aptitudes et ambitions. En bref, nous avons nos propres modèle et mode de vie. »

— [réf. nécessaire]
Dans un entretien avec le journaliste Beverly Nichols, il disait :

« L’islam n’est pas seulement une doctrine religieuse, mais aussi un code de conduite réaliste en termes quotidiens et tout ce qui est important dans la vie : notre histoire, nos lois et notre jurisprudence. En toutes ces choses, notre modèle n’est pas seulement fondamentalement différent, mais aussi opposé aux hindous. Il n’y a rien dans la vie qui nous unisse. Nos noms, vêtements, nourritures, fêtes et rituels sont tous différents. Notre vie économique, nos idées sur l’éducation, le traitement des femmes, l’attitude envers les animaux et les considérations humanitaires sont toutes très différentes. »

— [réf. nécessaire]

### L’opposition de Savarkar à la formation du Pakistan
Le Hindu Mahasabha, sous la présidence de Vinayak Damodar Savarkar, s’opposa sans compromis à la formation du Pakistan. Babasaheb Ambedkar résuma ainsi la position de Savarkar dans son Pakistan or The Partition of India :

« M. Savarkar... insiste pour que, bien qu’il y ait deux nations en Inde, l’Inde ne soit point divisée en deux parties, l’une pour les musulmans et l’autre pour les hindous ; pour que les deux nations demeurent en un pays unique et vivent sous le même manteau d’une constitution unique ; ... Dans la lutte pour le pouvoir politique entre les deux nations, la règle du jeu que M. Savarkar prescrit est celle d’un homme, une voix (en), que l’homme soit hindou ou musulman. Dans ce projet, un musulman n’obtient aucun avantage que n’ait pas un hindou. La minorité n’est pas la justification d’un privilège et la majorité le fondement d’une pénalité. L’État garantira aux musulmans toute mesure convenue de pouvoir politique sous la forme de la religion musulmane et de la culture musulmane. Mais l’État n’assurera pas de siège à la Législature ou dans l’administration et, si une telle garantie est exigée par les musulmans, un tel quota assuré ne devra pas excéder leur proportion dans la population générale. »

### Opposition de Khan Abdul Ghaffar Khan à la partition de l’Inde
Khan Abdul Ghaffar Khan, aussi connu comme le "Gandhi de la frontière" ou "Sarhadi Gandhi", n’était pas convaincu par la théorie des deux nations et désirait une seule Inde unifiée pour patrie, tant des hindous que des musulmans. Il était de la province de Khyber Pakhtunkhwa, Pakistan actuel. Il croyait que la partition serait dommageable aux musulmans du sous-continent. Après la partition, Ghaffar Khan fut un fervent avocat du mouvement pour le Pachtounistan (en).

### Opinion de Gandhi
M.K. Gandhi était contre la division de l’Inde sur des critères confessionnels. Il écrivit un jour :

« Je ne trouve aucun parallèle historique d’un corps de convertis et de leurs descendants prétendant former une nation séparée de la souche mère. »

## Débats postérieurs à la partition
Depuis la partition, la théorie a été l’objet de débats animés et d’interprétations différentes sur plusieurs niveaux. Dans ses mémoires intitulés Le chemin vers le Pakistan (1961), Chaudhry Khaliquzzaman, premier président de la Ligue musulmane du Pakistan, cite avec approbation Huseyn Shaheed Suhrawardy qui disait qu’elle s’était révélée dommageable aux musulmans d’Inde. Selon lui, Jinnah l’abandonna dans son célèbre discours du 11 août 1947. Dans ce discours, Jinnah avait parlé d’un nationalisme pakistanais composite, renonçant effectivement au nationalisme confessionnel qu’il avait soutenu dans son discours du 22 mars 1940. Dans son discours du 11 août, il disait que les non-musulmans seraient des citoyens du Pakistan à part entière et qu’il n’y aurait pas de discrimination contre eux. "Vous pouvez appartenir à toute religion, ou caste, ou croyance qui n’a rien à voir avec les affaires de l’État."
La théorie a rencontré un certain scepticisme du fait que les musulmans ne se soient pas complètement détachés des hindous et qu’environ un tiers de tous les musulmans poursuivit sa vie dans l’Inde qui résulta de la partition, en tant que citoyens indiens, avec une majorité hindoue bien plus large,. La partition ultérieure du Pakistan lui-même en Pakistan actuel et Bangladesh fut citée comme une preuve à la fois que les musulmans ne constituaient pas une nation unique et que la religion n’était pas un facteur constitutif de nationalité,,,,.
Certains historiens ont revendiqué que la théorie avait été la création de quelques intellectuels musulmans. L’homme politique pakistanais de premier plan Altaf Hussain du Mouvement Muttahida Qaumi pense que l’histoire a prouvé la théorie des deux nations inadaptée. Il soutenait que "l’idée du Pakistan était morte à sa conception, lorsque la majorité des musulmans (dans les zones à minorité musulmane de l’Inde) choisirent de rester en arrière après la partition, une évidence répétée à la création du Bangladesh en 1971".

### Groupes ethniques et régionaux au Pakistan
Plusieurs leaders communautaires et régionaux au Pakistan commencèrent aussi à utiliser le terme "nation" pour décrire leurs régions, et soutinrent que leur existence même était menacée par le concept de l’agglomération en un Pakistan, d’après le principe d’une nation unique musulmane,. On a soutenu que cette idée que l’islam soit le fondement d’une nationalité entraînait trop profondément le Pakistan dans les affaires des autres États et régions musulmans, empêchait l’émergence d’un sentiment de nationalité pakistanaise original et indépendant de la référence à l’Inde, et encourageait le développement d’une culture fondamentaliste dans le pays,,.
En outre, parce que la partition a divisé les musulmans indiens en trois groupes (d’approximativement 150 millions de personnes chacun en Inde, au Pakistan et au Bangladesh) au lieu de former une communauté unique au sein d’une Inde unie qui aurait compté environ 450 millions de personnes en 2010 et potentiellement exercé une grande influence sur le sous-continent entier, la théorie des deux nations est parfois considérée comme ayant en définitive affaibli la position des musulmans sur le sous-continent et entraîné un amoindrissement territorial à grande échelle ou pénalisé les caractères culturels qui ont fini par être associés aux musulmans (p.ex. le déclin de la langue ourdoue en Inde),.
Cette critique a reçu une réponse contrastée au Pakistan. Une enquête conduite par Gallup Pakistan (en) en 2011 montre qu’une majorité incontestable de Pakistanais étaient d’avis que la séparation de l’Inde était justifiée en 1947. Des commentateurs pakistanais ont soutenu que deux nations n’impliquaient pas nécessairement deux États, et que le fait que le Bangladesh ne se soit pas réuni à l’Inde après sa séparation du Pakistan appuie la théorie des deux nations,.
D’autres ont soutenu que la théorie était toujours valide, en dépit d’une minorité musulmane toujours présente en Inde, et déclaré plusieurs fois que les musulmans indiens avaient été "hindouïsés" (c’est-à-dire avait perdu beaucoup de leur identité musulmane à cause d’une assimilation à la culture hindoue), ou qu’ils étaient traités comme un groupe exclus ou étranger par une Inde considérée sous domination hindoue. On cite des paramètres comme un taux d’alphabétisation et un niveau d’éducation plus faibles chez les musulmans indiens par rapport aux hindous indiens, des différences culturelles durables et les flambées de violence religieuses en Inde comme celles sont survenues durant les émeutes de 2002 au Gujarat.

### Identité panislamique
L’émergence d’un sentiment d’identité qui est panislamique plutôt que pakistanais a été défendue comme cohérent avec l’idéologie fondatrice du Pakistan et le concept que "l’islam lui-même est une nationalité" ; bien que la conception habituelle d’une "nationalité, pour les musulmans, soit comparable à l'idolâtrie.", Quand certains ont souligné que la promotion de la primauté d’une identité panislamique (par-dessus toutes les autres identités) était essentielle pour maintenir une différence par rapport à l’Inde et prévenir un "effondrement" national, d’autres ont soutenu que la théorie des deux nations avait servi son but en "mettant le Pakistan au monde" et devrait désormais être congédiée pour lui permettre d’émerger comme un État-nation normal,.
Le commentateur politique réputé Irfan Husain (en), dans sa chronique de Dawn, observa qu’il était devenu "une tâche impossible et excessivement ennuyeuse de défendre une théorie défunte". Cependant, certains Pakistanais, dont un ancien brigadier pakistanais, Shaukat Qadir, pensent que la théorie pourrait seulement être infirmée par l’unification du Bangladesh indépendant et de la République de l’Inde.
Selon le Pr Sharif al Mujahid, qui peut être considéré comme la meilleure autorité sur Jinnah au Pakistan, la théorie des deux nations n’était adaptée qu’au contexte subcontinental d’avant 1947. Il est de l’avis que la création du Pakistan l’a rendue obsolète, car les deux nations s’étaient muées en nations indienne et pakistanaise. Le chroniqueur Muqtida Mansoor a cité Farooq Sattar, un leader reconnu du Mouvement Muttahida Qaumi, qui disait que son parti n’acceptait pas la théorie des deux nations : « même s’il existait une telle théorie, elle a coulé dans le golfe du Bengale ».

### Perspectives post-partition en Inde
Dans l’Inde post-indépendance, la théorie des deux nations a aidé les progrès de groupes cherchant à faire correspondre une « culture nationale hindoue » au noyau de l’identité d’un Indien.[citation nécessaire] Cela permet la reconnaissance d’une ethnie partagée par hindous et musulmans tout en requérant que tous adoptent une identité hindoue afin d’être véritablement indiens. Selon le point de vue nationaliste hindou, cela concède la réalité ethnique que les musulmans sont « la chair de nos chairs et le sang de notre sang » mais appuie toujours une équivalence officiellement reconnue d’identité nationale et religieuse, c’est-à-dire qu’"un Indien est un hindou".
La théorie a fourni des arguments à l’assomption que les musulmans indiens "ne pouvaient être des citoyens loyaux à l’Inde" ou d’aucune autre nation non-musulmane, et seraient "toujours capables et prêts à commettre des actes de trahison",. Constitutionnellement, l’Inde rejette la théorie des deux nations et voie les musulmans indiens comme des citoyens égaux. Selon le point de vue indien officiel, la partition est considérée comme une nécessité tactique pour débarrasser le sous-continent de la gouvernance britannique plutôt qu’une reconnaissance de la théorie,.